# Catalaanse Burgeroorlog
De Catalaanse Burgeroorlog, ook wel de Oorlog tegen Johan II genoemd, was een burgeroorlog in het vorstendom Catalonië die duurde van 1462 tot 1472.

## Achtergrond

### Sociaal-economische omstandigheden
In de 14e eeuw was het koninkrijk Aragón op zijn economisch en politiek hoogtepunt. Het omvatte behalve een groot deel van Spanje ook de Balearen, Sardinië, de koninkrijken van Sicilië en Napels, en de hertogdommen van Athene en Neopatria. Catalonië was een vorstendom, een verzameling van graafschappen, dat viel onder de kroon van Aragón. Catalonië met de belangrijke havenstad Barcelona beleefde een belangrijke economische en politieke groei.
Aan het begin van de 15e eeuw bevond West-Europa zich in een crisis. Ook Spanje werd geteisterd door oorlog, honger en epidemieën. De economische crisis vertaalde zich in Catalonië tevens in een sociale crisis. Er vond er een sterke migratie plaats van het platteland naar de stad. De macht van de steden en hun burgers groeide. De Catalaanse boeren kwamen in opstand tegen hun feodale heren.

### Biga en de Busca
In Barcelona waren de kampen verdeeld. Aan de ene kant was er een oligarchie, die bestond uit edelen, geestelijken en een minderheid van rijke kooplieden, verenigd in de Biga, die de macht van de koning wilden beperken. Daartegenover stond een Catalaans patriciaat, verenigd in de Busca, die weliswaar meer koningsgezind was, maar tevens belang had bij onafhankelijkheid van Catalonië. Het streven naar onafhankelijkheid van Catalonië werd vormgegeven door het ontstaan van politieke organisaties zoals de Diputació en de Generalitat.

### Monetaire crisis
Naast een verandering in de politieke verhoudingen tussen koning, stad en platteland speelde een monetaire kwestie. Het zilver werd in Catalonië verhandeld tegen een koers die belangrijk hoger was dan de rest van het land. De Busca wilde deze koers verlagen om een aantrekkelijker handelspositie te bereiken. Anderzijds wilde de Biga de koers handhaven omdat hun inkomsten vanuit hun feodale rechten juist verrekend werden in zilver.
De koning van Aragón was afhankelijk van de adel voor steun in zijn oorlogen. Daarentegen had hij geen belang bij een sterke adel, omdat die zijn macht zouden beperken. Alfons V van Aragón en zijn opvolger Johan II probeerden dus op allerlei manieren een soort machtsevenwicht te bewaren.

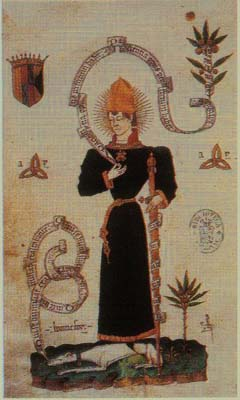
Karel van Viana

### De strijd om de troon van Navarra
Johan II was koning van Navarra sinds zijn huwelijk met Blanca I van Navarra in 1420. Toen Blanca in 1441 stierf, volgde Johan II haar op. Hij onterfde daarbij zijn oudste zoon, Karel, die sinds 1423 prins van Viana was. Johan II probeerde zijn zoon tevreden te stellen door hem opperbevelhebber van Navarra te maken, maar Karel nam hier geen genoegen mee. Vanaf 1450 streden vader en zoon om de heerschappij van Navarra. Een deel van de Catalanen koos de zijde van Karel van Viana. Ze hoopten dat Karel hen, in ruil voor hun steun, meer economische zelfstandigheid zou verschaffen.
In 1458 liet Johan II zijn zoon arresteren en naar Mallorca sturen. In 1460 vluchtte Karel naar Barcelona, waar hij werd verwelkomd door de beide Barcelonese facties, de Busca en de Biga. Johan II doorzag het spel en gebood zijn zoon om naar Lerida te komen om een eventueel huwelijk tussen Karel en Isabella van Castilië te bespreken.
Karel werd op 2 december 1460 in Lerida door zijn vader gevangengenomen en in Morella opgesloten. Dit leidde tot uitgebreid protest in Catalonië. De Generalitat en de Diputació, de gemeenteraad van Barcelona, richtten de Consell del Principat op, een raad die de kwestie rond de troonopvolging van Navarra moest regelen. Op 8 januari 1461 werd een zitting gehouden.	
Tijdens deze zitting besloot Joan Dusai, een rechtsgeleerde, dat koning Johan vier van de Usatges van Barcelona, grondwettelijke regels, had overtreden. Bovendien had de koning zich niet aan de Furs de Lleida gehouden. De vergadering eiste van de koning dat hij Karel formeel zou aanwijzen als zijn oudste zoon en erfgenaam. 
Johan II weigerde dit en de Consell del Principat bracht een leger bijeen dat onder bevel kwam van de graaf van Modica. Dit leger bezette Fraga en Johan gaf zich in februari 1461 over. Karel werd op 25 februari vrijgelaten.
Op 21 juni 1461 werd vervolgens de Capitulatie van Vilafranca del Penedès getekend . Hierbij werd Karel erkend als oudste zoon, opperbevelhebber van Navarra en wettig erfgenaam van de kroon van Navarra. De koning gaf het recht op om Catalonië binnen te trekken zonder toestemming van de Generalitat . Ook werd hij gedwongen om verschillende koninklijke rechten op te geven. Het aanstellen van ambtenaren mocht alleen gebeuren op advies van representatieve vertegenwoordigingen. Deze Capitulatie van Vilafranca betekende een grote overwinning voor de Catalaanse partijen die een grotere onafhankelijkheid ten opzichte van de monarchie nastreefden.
Karel van Viana stierf op 23 september 1461, waarschijnlijk aan tuberculose. Terwijl hij bij leven een symbool was voor de eenheid van Catalonië tegenover Aragón vond na zijn dood weer een versplintering van partijen plaats.
De verdenking dat Karel door zijn schoonmoeder Johanna Enriquez was vergiftigd, was een directe aanleiding voor het begin van de Catalaanse Burgeroorlog.
De Capitulatie van Vilafranca del Penedès bevestigde de opvolging van Johan II door zijn zoon Ferdinand uit het huwelijk met Johanna. Ondanks dit feit probeerde Johanna de overeenkomst terug te draaien door een verbond met de Busca aan te gaan.

## Catalaanse Burgeroorlog

### Guerra de los Remensas

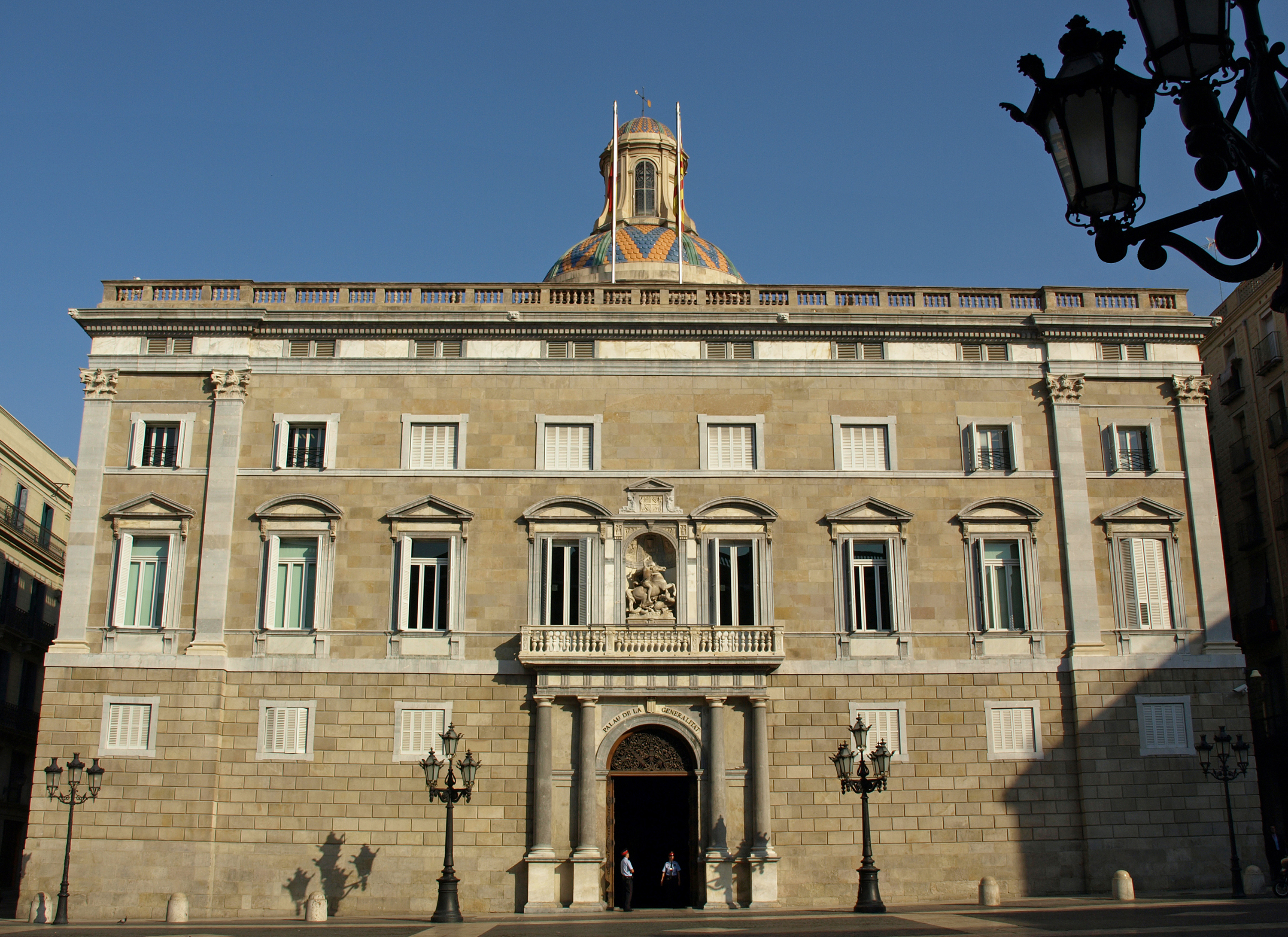
Voorgevel van het paleis van de Generalitat in Barcelona, daterend uit de 15e eeuw.

De Catalaanse Burgeroorlog begon in februari 1462 met de Guerra de los Remensas, een boerenopstand onder leiding van een lid van de lagere adel, Francesc de Verntallat. De boeren kwamen in opstand tegen de Consell del Principat, de raad van het vorstendom. Ze hoopten daarbij op steun van de monarchie.
In de winter van 1462 werkte Johanna Enriquez hard aan een pro-monarchistische, en anti-Busca-liga in Barcelona. Op 11 maart 1462 werden Johanna en haar zoon Ferdinand gedwongen om naar Girona te vluchten. Ondertussen had Lodewijk XI van Frankrijk op 12 april 1462 een verbond gesloten met Johan II van Aragón via het Verdrag van Olite. Dit verbond deed elke hoop tot vrede tussen de koning en zijn oppositie teniet. Tegelijkertijd bracht de Consell del Principat een leger op de been om de opstand van de Remensas neer te slaan. Dit leger kwam onder bevel van Hug Roger III, graaf van Pallars Sobirà, die tevens de bevelhebber van het leger van de Generalitat was. Nadat hij op 23 mei Hostalric belegerd en veroverd had, trok hij naar Girona.
Toen Hug Roger III op 6 juni 1462 Girona binnenging, trok Johanna zich met haar zoon terug in het kasteel Força Vella. Johan II had Girona ondertussen vanuit het westen belegerd, maar kon de koningin en Ferdinand niet ontzetten. Uiteindelijk werden Johanna en Ferdinand gered door de troepen van Gaston IV van Foix die hen op 23 juli bevrijdde. Johan II versloeg een Catalaans leger bij Rubinat. Daarna bezette hij Tárrega. Gedurende de zomer probeerden de Generalitat en de gemeenteraad van Barcelona tot een overeenkomst te komen met de Remensas. De koning slaagde er echter in een overeenkomst tegen te houden. Na een overwinning trok hij zijn troepen in Montcada samen met die van Gaston IV van Foix en marcheerde naar Barcelona. Barcelona werd belegerd totdat Hug Roger III in oktober via zee de stad kon ontzetten.
In april 1463 gaf John II de stad Estella in Navarra aan Castilië en in juni van dat jaar deed Hendrik IV van Castilië, een zoon van Maria van Aragón, formeel afstand van de troon van Aragón. In oktober bood de Consell de troon aan Peter van Coimbra, de constable van Portugal, een kleinzoon van Jacobus II van Urgell.

### Peter V
In november 1463 trok een delegatie uit Catalonië naar Abbeville. Ze wilde Lodewijk XI van Frankrijk vragen om als bemiddelaar in het conflict op te treden. De Franse koning zag zichzelf echter eerder als heerser over Catalonië dan als bemiddelaar en de Catalanen keerden onverrichter zaken terug.
Peter V kwam in januari 1464 in Barcelona aan. Hij slaagde er niet in om de verschillende partijen voor zich te winnen.
Johan II van Aragón begon een nieuw offensief. Hij bezette in juli 1464 Lerida en in augustus Vilafranca de Penedes. Op 28 en 29 februari 1465 versloeg hij Peter bij Prats de Rei, waarbij de graaf van Pallars gevangen werd genomen. Peter V stierf in Granollers in juni 1466. Tortosa en enkele andere plaatsen werden kort na zijn dood veroverd.
Johan II probeerde de Catalanen voor zich te winnen door zijn tegenstanders een amnestie te beloven. Tevens beloofde hij de Constitucions catalanes, een verzameling van gewoonten en gebruiken, alsook de stedelijke privileges te respecteren. De Generalitat leek overstag te gaan, maar een minderheid in de Consell del Principat bleef fel tegen een overeenkomst met de koning. 

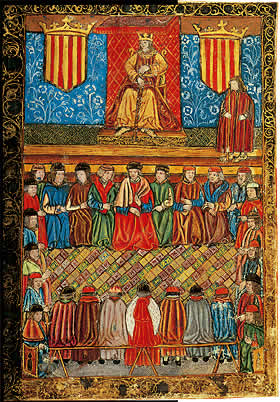
de Corts Catalanes op een miniatuur uit de 15e eeuw

### Rene I van Anjou
Op 30 juli 1466 koos de Consell René I van Anjou, een oude aartsrivaal van Alfons V, hertog van Provence, tot de nieuwe koning over het vorstendom. René stuurde zijn zoon Jan II van Lotharingen aan het hoofd van een troepenmacht naar Catalonië. Johan II reageerde snel door Girona te belegeren. Hij veroverde Banyoles, bezette de comarca Empordà en trok Barcelona in augustus 1466 binnen. In oktober versloeg Jan II van Lotharingen prins Ferdinand bij Viladamat. De prins leed zware verliezen en Johan II die kort daarvoor bij Empúries was geland, vluchtte met zijn zoon naar Tarragona. Toen de hertog van Lotharingen naar Frankrijk terugging om nieuwe troepen te werven, begon Ferdinand een nieuwe opmars naar het noorden.
Johan II probeerde ondertussen de adel tegen Lodewijk XI op te zetten. Daarnaast probeerde hij een verbond te sluiten met Engeland, Bourgondië en Aragón. Toen in 1468 de broer van Hendrik IV van Castilië stierf, haastte Johan zich naar Castilië om een huwelijk voor te stellen tussen zijn zoon Ferdinand en de prinses Isabella.
In september 1468 wist Ferdinand Berga te veroveren. Een maand later trouwde hij met Isabel. Het huwelijksaanzoek werd gesteund door de adel uit Castilië en Aragón. Op 19 oktober 1469 werd het huwelijk tussen Isabel en Ferdinand in Valladolid voltrokken.
De hertog van Lotharingen was in mei 1469 weer terug in Catalonië en nam in juni Girona in. Hij stierf in december 1470, voordat hij de bergvesting van Francesc de Verntallat zou aanvallen. In 1470 hield Johan II een hofraad in Monzón waarbij hij het geld toegewezen kreeg om de oorlog tegen de Fransen voort te zetten totdat ze uit Catalonië waren verdreven. Nadat Jan van Lotharingen was overleden, wees René zijn oudste bastaardzoon, Jan van Calabria, de graaf van Briey aan als zijn nieuwe bevelhebber. In 1471 trokken de Franse troepen terug naar Frankrijk en Johan II kwam als overwinnaar uit de strijd tevoorschijn. Joan Margarit, de bisschop van Girona, gaf de stad in oktober 1471 over aan Johan II, daarna volgden de andere belangrijke steden. René stierf op 16 december 1470 en de Catalanen verloren daarmee hun belangrijkste bondgenoot.

### Capitulatie van Pedralbes

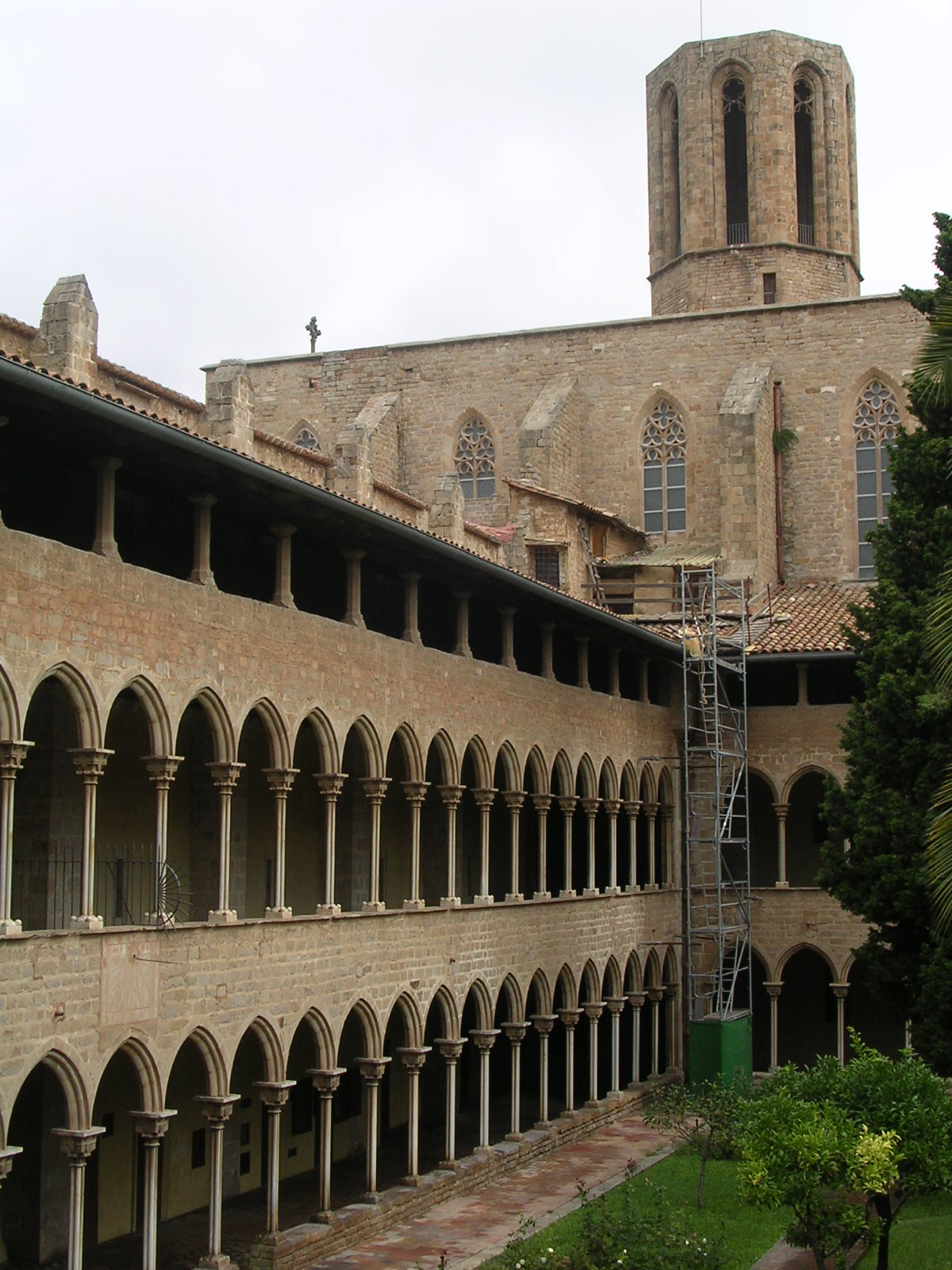
Het klooster van Pedralbes, waar de Capitulatie van Pedralbes werd getekend

Johan II voerde tot juni 1472 strijd in de Alt Empordà en daarna trok hij naar Barcelona. Hij sloeg een beleg rond de stad, en blokkeerde ook de haven. De belegering duurde van november 1471 tot 16 oktober 1472. Bij de Capitulatie van Pedralbes gaf de stad zich over. Johan II stond toe dat Jan van Calabria de stad verliet en verleende een generaal pardon aan zijn vijanden. De graaf van Pallars viel echter buiten deze amnestie.
De wetten die waren ontworpen door de Consell en andere Catalaanse politieke organen werden door de koning goedgekeurd en Johan beloofde dat hij zich aan deze Constitucions zou houden. De Capitulatie van Vilafranca de Penedes werd echter verworpen.

## Gevolgen van de burgeroorlog
De jarenlange oorlog en de verdeeldheid tussen de Catalanen ging ten koste van hun economische positie. De burgeroorlog droeg bij aan de opkomst van het koninkrijk Valencia.
De Generalitat leed gezichtsverlies en kreeg kritiek uit alle kampen. Volgens de monarchisten was ze niet in staat geweest om de opstand van de Remensas te onderdrukken. Ze had niet kunnen voorkomen dat belangrijke markten door andere steden werd overgenomen. De lagere klassen waren door de oorlog sterk verarmd en verzetten zich tegen nieuwe belastingen die het vorstendom er weer bovenop moesten brengen. Bovendien was de schatkist van de Generalitat leeg en stond ze diep in de schuld bij particulieren en bij de Consell de Cent.
Door de oorlog werd Johan min of meer gedwongen zijn zoon Ferdinand uit te huwelijken aan Isabella I van de Castilië. Dit huwelijk legde de basis voor de eenwording van Spanje. Het verzet van de Catalanen tegen het huis Trastámara zette zich later door in de strijd tegen het huis Habsburg.